# Historia de los judíos en Puebla
La historia de los judíos en Puebla hace referencia a la historia del pueblo judío en el estado de Puebla, México. La llegada de inmigrantes de diversas procedencias permitió la integración de procesos económicos y sociales ya existentes en Puebla. Entre los distintos grupos de inmigrantes que llegaron a la capital del estado en el siglo XIX destaca la presencia de los judíos y musulmanes. 
Estos grupos se han caracterizado por su amplia participación en la economía, política, burocracia e intelectualidad y por la conservación de sus formas de vida e instituciones comunales. Su participación en algunos sectores como el económico fue tan importante que modificó el carácter de algunos de ellos, como fue el caso de los comerciantes ambulantes.

## Historia
La historia del pueblo judío es también la historia de la cultura occidental. Desde sus orígenes más remotos, han sufrido un proceso de expulsión y persecución; sin embargo, siempre han sabido defender sus valores e identidad.
Durante la época colonial en la ciudad de Puebla, la situación de los judíos no cambió con respecto a su historia. Las persecuciones emprendidas en su contra por el Tribunal de la Santa Inquisición fue un factor determinante para que no existiera una presencia judía: solo mencionar la palabra judío hacía referencia a acusaciones de herejía. Las mismas autoridades decidieron firmemente que a esta nueva ciudad no se trajeran judíos ni moros ni tampoco personas recientemente bautizadas.
En 1523 se decretó que se prohibía el ingreso de judíos y también de sus hijos y sus nietos. Sin embargo, algunos personajes lograron sobresalir aunque tuviesen, en sus orígenes, sangre judía. Ejemplo de ello fue el doctor Juan Rodríguez de León Pinelo, presbítero de la catedral angelopolitana.
Al finalizar el período colonial y después de varios años de gobierno liberal, y con la promulgación de las Leyes de Reforma por parte del presidente Benito Juárez, se les permitió a  los judíos vivir libremente en el territorio mexicano en general.
En Puebla, como en todo el país, existieron dos momentos importantes de la inmigración judía. El primero inicia en la segunda mitad del siglo XIX, sobre todo bajo la presidencia de Porfirio Díaz, y se prolonga hasta la gran recesión económica internacional de 1929. El segundo momento de la inmigración judía es la llegada de 20 mil refugiados durante la Segunda Guerra Mundial.

## Migración moderna
La migración judía, que se había iniciado en México abiertamente durante el periodo de 1895 a 1910, aproximadamente, aumentó considerablemente de 1910 a 1925. Su arribo al país fue por el puerto de Veracruz, y de ahí se trasladaron a distintos estados, uno de los cuales fue el de Puebla.
La comunidad judía que se estableció en la capital poblana incluía a varias familias de distintas procedencias: se tiene registro de ciudadanos rusos, polacos, libaneses, lituanos, sirios y franceses que se establecieron abiertamente en la sociedad poblana y que se dedicaron principalmente al comercio. Una característica importante de este proceso de migración en la ciudad fue que en primer lugar sucedía la llegada del padre de familia y, una vez establecido y con una situación económica “estable”, el resto de la familia realizaba el viaje para reunirse con él.

## Influencia en el comercio
La mayoría de los judíos que se establecieron en Puebla se dedicaron al comercio ambulante; fueron también boleros y aboneros que vivían muchas limitaciones económicas, obstaculizados sobre todo por su desconocimiento del idioma español. Vivían en vecindades que se localizaban cerca de mercados o en la zona del centro de la ciudad para poder desarrollar su actividad. Muchas veces compartían el mismo domicilio varias familias procedentes del mismo país. Así, sobre las calles 4 Poniente, 6 Poniente, 8 Poniente y 10 Poniente se localizaba el domicilio de varios inmigrantes judíos.
La participación de los judíos y los musulmanes en la economía de la capital poblana, principalmente en el comercio, fue de tal importancia que modificó el carácter de algunas de estas actividades, como fue el caso del comercio ambulante. Los comerciantes ambulantes nacionales que lo practicaban casi siempre lo hacían en pequeña escala, con mercancía principalmente artesanal: alfarería, cestería, artículos agrícolas y ganado tipo tianguis. Los inmigrantes, en cambio, se dedicaron a la venta de artículos sencillos pero que requerían de un proceso industrial: agujas, alfileres, artículos de ferretería, bonetería, calcetería, zapatos, ropa, telas, etcétera. En su mayoría productos de importación, fueron promotores activos del consumo de productos industriales accesibles a amplios sectores de la población.

## Prácticas culturales
Los descendientes de estos inmigrantes, mexicanos por nacimiento, han mantenido sus organizaciones y, en algunos casos, continúan practicando un idioma, religión o costumbres particulares que los distinguen de la mayoría de la población.
Como grupo minoritario, se reúnen en casas particulares para celebrar sus días festivos.
Si bien la difusión de la cultura judía en la capital poblana no ha sido significativa, es importante conocer la influencia que han tenido en la interacción de los procesos judío y mexicano. Paulatinamente algunos miembros de la comunidad judía se convirtieron en comerciantes establecidos y pequeños industriales, como es el caso de la familia Chaín, que estableció a principios de siglo XIX una pequeña fábrica de calcetas. Hoy en día se encuentran entre ellos empresarios, comerciantes e intelectuales.

## Estadísticas
El judaísmo es considerado una de las cinco religiones más difundidas en el ámbito mundial; en México, su presencia se registra desde el primer censo de población, aunque es una minoría el número de personas que la profesan. Existen 45 mil personas de 5 años de edad y más que declararon ser judíos, de los cuales más del 40 por ciento residen en el Estado de México y 31 por ciento en la Ciudad de México; en las otras entidades, ubicados en la región Centro, residen poco más del 10 por ciento. En el estado de Puebla existen aproximadamente 2,251 personas judías registradas en el 2010 y los últimos censos de población indican que el número de miembros fue en aumento, con 4,993.